# Campeonato de Verano 2015 (Costa Rica)
El Campeonato de Verano 2015 fue el 104.º campeonato, termina la temporada 2014/15 de la Primera División de Costa Rica. El campeonato es organizado por la FPD (Fútbol de Primera División Costa Rica). En este torneo se definió el descenso a la LIASCE.

## Formato

### Fase de clasificación
Como en temporadas precedentes, constará de un grupo único integrado por 12 clubes de toda la geografía costarricense. Siguiendo un sistema de liga, los 12 equipos se enfrentaran todos contra todos en dos ocasiones — una en campo propio y otra en campo contrario — sumando un total de 22 jornadas. El orden de los encuentros se decidirá por sorteo antes de empezar la competición.
La clasificación final se establecerá con arreglo a los puntos obtenidos en cada enfrentamiento, a razón de tres por partido ganado, uno por empatado y ninguno en caso de derrota.

### Fase final
Al finalizar la temporada regular, los equipos ubicados en los primeros cuatro puestos clasificarán a una fase de semifinales, en la que se enfrentarán el 1° contra el 4° y el 2° contra el 3° en partidos de ida y vuelta, jugándose la vuelta en casa del equipo mejor clasificado.
Los ganadores de las semifinales jugarán la final, de igual forma en partidos de ida y vuelta cerrando en casa del mejor clasificado, el ganador tendrá un puesto en la Concacaf Liga Campeones 2015-16.

## Equipos participantes

### Equipos, entrenadores y estadios
| Provincia                                                               | Club                | Ciudad              | Entrenador            | Estadio                    | Aforo  | Marca       | Socio de TV |
| ----------------------------------------------------------------------- | ------------------- | ------------------- | --------------------- | -------------------------- | ------ | ----------- | ----------- |
| San José                                                                | Pérez Zeledón       | Pérez Zeledón       | Daniel Casas          | Municipal de Pérez Zeledón | 7.000  | Canastico   | Teletica    |
| San José                                                                | Uruguay de Coronado | Vázquez de Coronado | Martín Cardetti       | El Labrador                | 4.005  | Lotto       | Repretel    |
| San José                                                                | Club de Fútbol UCR  | Sabanilla           | José Giaccone         | Estadio Ecológico          | 3.500  | Propia      | Repretel    |
| San José                                                                | Deportivo Saprissa  | San José            | Jeaustin Campos       | Ricardo Saprissa           | 23.000 | Kappa       | Teletica    |
| San José                                                                | AS Puma Generaleña  | Pérez Zeledón       | Edgar Carvajal        | Municipal de Pérez Zeledón | 7.000  | Textiles JB | Teletica    |
| Alajuela                                                                | Alajuelense         | Alajuela            | Óscar Ramírez         | Alejandro Morera Soto      | 17.000 | Puma        | Repretel    |
| Alajuela                                                                | Carmelita           | El Carmen           | Hugo Robles           | Alejandro Morera Soto      | 17.000 | Sportek     | Repretel ** |
| Heredia                                                                 | Herediano           | Heredia             | Odir Jacques          | Rosabal Cordero            | 8.700  | Umbro       | Repretel    |
| Heredia                                                                 | Belén FC            | Belén               | Gerardo Ureña         | Rosabal Cordero            | 2.000  | Monarca     | Repretel    |
| Limón                                                                   | Limón FC            | Limón               | Kenneth Barrantes     | Juan Gobán                 | 4.500  | Sportek     | Repretel    |
| Limón                                                                   | Santos de Guápiles  | Guapíles            | César Eduardo Méndez  | Ebal Rodríguez             | 6.000  | Livin Sport | Repretel ** |
| Cartago                                                                 | Cartaginés          | Cartago             | Claudio Fabián Ciccia | José Rafael "Fello" Meza   | 15.000 | Lotto       | Teletica    |
| Datos actualizados a: 16 de marzo de 2015. ** A partir de julio de 2015 |                     |                     |                       |                            |        |             |             |

### Cambios de entrenadores
| Equipo             | Entrenador (jornadas)                                                |
| ------------------ | -------------------------------------------------------------------- |
| Belén FC           | Briance Camacho (1-7) Gerardo Ureña (8-...)                          |
| Limón FC           | Mario Silva (1-6) Kenneth Barrantes* (7-...)                         |
| CS Cartaginés      | Enrique Maximiliano Meza (1-12) Claudio Fabián Ciccia (13-...)       |
| AD Carmelita       | Guillerme Farinha (1-15) Erick Guillén* (16-17) Hugo Robles (18-...) |
| AS Puma Generaleña | Marvin Solano (1-17) Edgar Carvajal* (18-...)                        |
| CS Herediano       | Mauricio Wright (1-20) Odir Jacques (21-...)                         |

.* Interino

## Clasificación

### Tabla de posiciones
|  |     | Equipos                 |  | PJ | G  | E  | P  | GF | GC | Dif | Pts |
|  | --- | ----------------------- |  | -- | -- | -- | -- | -- | -- | --- | --- |
|  | 1.  | Deportivo Saprissa      |  | 22 | 14 | 3  | 5  | 44 | 22 | +22 | 45  |
|  | 2.  | Santos de Guápiles      |  | 22 | 12 | 4  | 6  | 32 | 28 | +4  | 40  |
|  | 3.  | CS Herediano            |  | 22 | 11 | 6  | 5  | 28 | 23 | +5  | 39  |
|  | 4.  | LD Alajuelense          |  | 22 | 10 | 7  | 5  | 43 | 23 | +20 | 37  |
|  | 5.  | Municipal Pérez Zeledón |  | 22 | 10 | 2  | 10 | 31 | 31 | 0   | 32  |
|  | 6.  | CS Uruguay de Coronado  |  | 22 | 7  | 8  | 7  | 28 | 27 | +1  | 29  |
|  | 7.  | CS Cartaginés           |  | 22 | 6  | 9  | 7  | 29 | 27 | +2  | 27  |
|  | 8.  | AD Carmelita            |  | 22 | 7  | 5  | 10 | 24 | 34 | -10 | 26  |
|  | 9.  | Limón FC                |  | 22 | 8  | 0  | 14 | 26 | 39 | -13 | 24  |
|  | 10. | AS Puma Generaleña      |  | 22 | 6  | 5  | 11 | 24 | 36 | -12 | 23  |
|  | 11. | Club de Fútbol UCR      |  | 22 | 4  | 10 | 8  | 27 | 29 | -2  | 22  |
|  | 12. | Belén FC                |  | 22 | 6  | 3  | 13 | 25 | 41 | -16 | 21  |

|  |                       |
|  | Zona de Clasificación |

### Tabla General
|  |     | Equipos                 |  | PJ | G  | E  | P  | GF | GC | Dif | Pts |
|  | --- | ----------------------- |  | -- | -- | -- | -- | -- | -- | --- | --- |
|  | 1.  | LD Alajuelense          |  | 44 | 27 | 9  | 8  | 81 | 38 | +43 | 90  |
|  | 2.  | Deportivo Saprissa      |  | 44 | 27 | 5  | 12 | 83 | 50 | +33 | 86  |
|  | 3.  | CS Herediano            |  | 44 | 25 | 10 | 9  | 73 | 42 | +31 | 85  |
|  | 4.  | CS Cartaginés           |  | 44 | 19 | 12 | 13 | 58 | 46 | +12 | 69  |
|  | 5.  | Santos de Guápiles      |  | 44 | 20 | 6  | 18 | 61 | 62 | -1  | 66  |
|  | 6.  | Municipal Pérez Zeledón |  | 44 | 18 | 8  | 18 | 65 | 69 | -4  | 61  |
|  | 7.  | Club de Fútbol UCR      |  | 44 | 13 | 18 | 13 | 57 | 50 | +7  | 58  |
|  | 8.  | AD Carmelita            |  | 44 | 14 | 11 | 19 | 45 | 60 | -15 | 53  |
|  | 9.  | Belén FC                |  | 44 | 12 | 11 | 21 | 55 | 72 | -17 | 47  |
|  | 10. | Uruguay de Coronado     |  | 44 | 11 | 12 | 21 | 45 | 68 | -23 | 45  |
|  | 11. | Limón FC                |  | 44 | 12 | 4  | 28 | 45 | 73 | -28 | 40  |
|  | 12. | AS Puma Generaleña      |  | 44 | 9  | 9  | 26 | 45 | 82 | -37 | 36  |

|  |                                               |
|  | Clasificado a Concacaf Liga Campeones 2015-16 |

|  |                                 |
|  | Descendió a la Segunda División |

### Evolución de la clasificación
| Equipo / Jornada | 01 | 02 | 03 | 04 | 05 | 06 | 07 | 08 | 09 | 10 | 11 | 12 | 13 | 14 | 15 | 16 | 17 | 18 | 19 | 20 | 21 | 22 |
| ---------------- | -- | -- | -- | -- | -- | -- | -- | -- | -- | -- | -- | -- | -- | -- | -- | -- | -- | -- | -- | -- | -- | -- |
| Saprissa         | 3  | 4  | 1  | 2  | 2  | 2  | 2  | 1  | 1  | 1  | 1  | 1  | 1  | 1  | 1  | 1  | 1  | 1  | 1  | 1  | 1  | 1  |
| Santos           | 9  | 8  | 8  | 10 | 8  | 6  | 6  | 8  | 7  | 5  | 2  | 2  | 3  | 6  | 4  | 5  | 3  | 2  | 2  | 2  | 2  | 2  |
| Herediano        | 2  | 2  | 3  | 3  | 5  | 5  | 4  | 3  | 3  | 3  | 4  | 4  | 5  | 3  | 5  | 6  | 5  | 6  | 6  | 4  | 3  | 3  |
| Alajuelense      | 4  | 1  | 2  | 1  | 1  | 1  | 1  | 2  | 2  | 2  | 3  | 3  | 4  | 2  | 2  | 2  | 4  | 5  | 4  | 5  | 4  | 4  |
| Pérez Zeledón    | 5  | 7  | 7  | 8  | 6  | 9  | 7  | 5  | 6  | 4  | 6  | 5  | 2  | 4  | 6  | 3  | 6  | 3  | 3  | 3  | 5  | 5  |
| CS Uruguay       | 7  | 11 | 11 | 9  | 7  | 4  | 5  | 7  | 8  | 7  | 5  | 6  | 6  | 5  | 3  | 4  | 2  | 4  | 5  | 6  | 6  | 6  |
| Cartaginés       | 6  | 3  | 4  | 4  | 4  | 7  | 8  | 6  | 5  | 8  | 9  | 9  | 8  | 7  | 8  | 7  | 7  | 7  | 8  | 8  | 8  | 7  |
| Carmelita        | 1  | 5  | 5  | 5  | 3  | 3  | 3  | 4  | 4  | 6  | 8  | 7  | 7  | 9  | 10 | 11 | 11 | 9  | 9  | 7  | 7  | 8  |
| Limón FC         | 12 | 12 | 12 | 11 | 11 | 11 | 11 | 10 | 9  | 10 | 7  | 8  | 10 | 10 | 11 | 9  | 9  | 8  | 7  | 9  | 9  | 9  |
| AS Puma          | 10 | 9  | 9  | 6  | 9  | 8  | 9  | 9  | 10 | 9  | 10 | 10 | 9  | 8  | 7  | 8  | 8  | 10 | 10 | 10 | 10 | 10 |
| UCR              | 8  | 6  | 6  | 7  | 10 | 10 | 10 | 11 | 11 | 11 | 11 | 11 | 11 | 11 | 11 | 10 | 10 | 11 | 12 | 11 | 12 | 11 |
| Belén FC         | 11 | 10 | 10 | 12 | 12 | 12 | 12 | 12 | 12 | 12 | 12 | 12 | 12 | 12 | 12 | 12 | 12 | 12 | 11 | 12 | 11 | 12 |

- Actualizado el:'6 de mayo 2015'

## Jornadas
| Santos de Guápiles | 1 - 2 | LD Alajuelense     | Estadio Ebal Rodríguez  | 18 de enero | ExtraTV42           |
| Deportivo Saprissa | 3 - 2 | AS Puma Generaleña | Estadio Saprissa        | 18 de enero | Teletica            |
| Club de Fútbol UCR | 1 - 2 | Pérez Zeledón      | Estadio Coyella Fonseca | 18 de enero | Repretel            |
| CS Uruguay         | 0 - 1 | CS Cartaginés      | Estadio El Labrador     | 18 de enero | Repretel            |
| Belén FC           | 1 - 3 | CS Herediano       | Estadio Rosabal Cordero | 18 de enero | Repretel            |
| Limón FC           | 0 - 3 | AD Carmelita       | Estadio Juan Gobán      | Pendiente   | No hubo transmisión |

| LD Alajuelense     | 3 - 0 | CS Uruguay         | Estadio Morera Soto    | 24 de enero | Repretel  |
| AD Carmelita       | 0 - 1 | Santos de Guápiles | Estadio Allen Riggioni | 25 de enero | ExtraTV42 |
| AS Puma Generaleña | 0 - 2 | Universidad de CR  | Estadio Keylor Navas   | 25 de enero | Teletica  |
| CS Herediano       | 2 - 1 | Pérez Zeledón      | Estadio Morera Soto    | 25 de enero | Repretel  |
| CS Cartaginés      | 2 - 0 | Belén FC           | Estadio "Fello" Meza   | 25 de enero | Teletica  |
| Deportivo Saprissa | 1 - 0 | Limón FC           | Estadio Saprissa       | 25 de enero | Teletica  |

| UCR                | 0 - 0 | CS Herediano       | Estadio Coyella Fonseca   | 28 de enero | Repretel            |
| Pérez Zeledón      | 1 - 1 | CS Cartaginés      | Estadio Keylor Navas      | 28 de enero | No hubo transmisión |
| CS Uruguay         | 0 - 0 | AD Carmelita       | Estadio El Labrador       | 28 de enero | Repretel            |
| Limón FC           | 0 - 1 | AS Puma Generaleña | Estadio Juan Gobán        | 28 de enero | No hubo transmisión |
| Belén FC           | 1 - 1 | LD Alajuelense     | Estadio Rosabal Cordero   | 28 de enero | Repretel            |
| Santos de Guápiles | 0 - 1 | Deportivo Saprissa | Estadio "Coyella" Fonseca | 29 de enero | ExtraTV42           |

| AS Puma Generaleña | 2 - 1 | Santos de Guápiles | Estadio Keylor Navas   | 1 de febrero | Teletica  |
| AD Carmelita       | 3 - 0 | Belén FC           | Estadio Allen Riggioni | 1 de febrero | ExtraTV42 |
| Limón FC           | 3 - 2 | Universidad de CR  | Estadio Juan Gobán     | 1 de febrero | Teletica  |
| CS Uruguay         | 2 - 1 | Deportivo Saprissa | Estadio El Labrador    | 1 de febrero | Repretel  |
| CS Cartaginés      | 1 - 1 | CS Herediano       | Estadio "Fello" Meza   | 1 de febrero | Teletica  |
| LD Alajuelense     | 1 - 0 | Pérez Zeledón      | Estadio Morera Soto    | 1 de febrero | Repretel  |

| CS Herediano       | 0 - 1 | LD Alajuelense     | Estadio Rosabal Cordero | 7 de febrero | Repretel   |
| CS Uruguay         | 3 - 1 | AS Puma Generaleña | Estadio El Labrador     | 8 de febrero | Repretel   |
| Universidad de CR  | 1 - 1 | CS Cartaginés      | Estadio Ecológico       | 8 de febrero | Repretel   |
| Pérez Zeledón      | 5 - 2 | AD Carmelita       | Estadio Keylor Navas    | 8 de febrero | Teletica   |
| Santos de Guápiles | 2 - 0 | Limón FC           | Estadio Ebal Rodríguez  | 8 de febrero | Extra TV42 |
| Belén FC           | 1 - 2 | Deportivo Saprissa | Estadio Rosabal Cordero | 8 de febrero | Repretel   |

| Santos de Guápiles | 2 - 1 | Universidad de CR | Estadio Ebal Rodríguez | 11 de febrero | ExtraTV42 |
| Limón FC           | 1 - 3 | CS Uruguay        | Estadio Juan Gobán     | 11 de febrero | Teletica  |
| AS Puma Generaleña | 1 - 0 | Belén FC          | Estadio Keylor Navas   | 11 de febrero | Teletica  |
| Deportivo Saprissa | 5 - 1 | Pérez Zeledón     | Estadio Saprissa       | 11 de febrero | Teletica  |
| LD Alajuelense     | 6 - 2 | CS Cartaginés     | Estadio Morera Soto    | 11 de febrero | Repretel  |
| AD Carmelita       | 0 - 0 | CS Herediano      | Estadio Morera Soto    | 12 de febrero | ExtraTV42 |

| Belén FC          | 1 - 4 | Limón FC           | Estadio Rosabal Cordero   | 14 de febrero | Repretel |
| Universidad de CR | 1 - 1 | LD Alajuelense     | Estadio "Coyella" Fonseca | 14 de febrero | Repretel |
| Pérez Zeledón     | 3 - 2 | AS Puma Generaleña | Estadio Keylor Navas      | 15 de febrero | Teletica |
| CS Uruguay        | 1 - 1 | Santos de Guápiles | Estadio El Labrador       | 15 de febrero | Repretel |
| CS Cartaginés     | 2 - 2 | AD Carmelita       | Estadio "Fello" Meza      | 15 de febrero | Teletica |
| CS Herediano      | 1 - 0 | Deportivo Saprissa | Estadio Rosabal Cordero   | 15 de febrero | Repretel |

| CS Herediano      | 2 - 0 | Limón FC           | Estadio Rosabal Cordero | 21 de febrero | Repretel |
| Belén FC          | 1 - 0 | CS Uruguay         | Estadio Rosabal Cordero | 22 de febrero | Repretel |
| Universidad de CR | 0 - 0 | AD Carmelita       | Estadio Ecológico       | 22 de febrero | Repretel |
| Pérez Zeledón     | 3 - 1 | Santos de Guápiles | Estadio Keylor Navas    | 22 de febrero | Teletica |
| CS Cartaginés     | 2 - 0 | AS Puma Generaleña | Estadio "Fello" Meza    | 22 de febrero | Teletica |
| LD Alajuelense    | 0 - 2 | Deportivo Saprissa | Estadio Nacional        | 22 de febrero | Repretel |

| AD Carmelita       | 2 - 0 | LD Alajuelense    | Estadio Morera Soto    | 4 de febrero  | ExtraTV42           |
| Santos de Guápiles | 3 - 2 | Belén FC          | Estadio Ebal Rodríguez | 25 de febrero | ExtraTV42           |
| CS Uruguay         | 2 - 2 | Universidad de CR | Estadio El Labrador    | 25 de febrero | No hubo transmisión |
| Limón FC           | 2 - 1 | Pérez Zeledón     | Estadio Juan Gobán     | 25 de febrero | Teletica            |
| Deportivo Saprissa | 1 - 0 | CS Cartaginés     | Estadio Nacional       | 18 de marzo   | Teletica            |
| AS Puma Generaleña | 1 - 1 | CS Herediano      | Estadio Keylor Navas   | 15 de abril   | Teletica            |

| LD Alajuelense    | 1 - 2 | Limón FC           | Estadio Morera Soto       | 18 de febrero | Repretel  |
| AD Carmelita      | 0 - 1 | AS Puma Generaleña | Estadio Allen Riggioni    | 28 de febrero | ExtraTV42 |
| Pérez Zeledón     | 2 - 1 | Belén FC           | Estadio Keylor Navas      | 1 de marzo    | Teletica  |
| CS Herediano      | 2 - 2 | CS Uruguay         | Estadio Rosabal Cordero   | 1 de marzo    | Repretel  |
| CS Cartaginés     | 0 - 1 | Santos de Guápiles | Estadio "Fello" Meza      | 1 de marzo    | Teletica  |
| Universidad de CR | 2 - 1 | Deportivo Saprissa | Estadio "Coyella" Fonseca | 1 de marzo    | Repretel  |

| Limón FC           | 1 - 0 | CS Cartaginés     | Estadio Juan Gobán      | 8 de marzo | Teletica  |
| Santos de Guápiles | 1 - 0 | CS Herediano      | Estadio Ebal Rodríguez  | 8 de marzo | ExtraTV42 |
| CS Uruguay         | 2 - 0 | Pérez Zeledón     | Estadio El Labrador     | 8 de marzo | Repretel  |
| AS Puma Generaleña | 2 - 2 | LD Alajuelense    | Estadio Keylor Navas    | 8 de marzo | Teletica  |
| Belén FC           | 0 - 0 | Universidad de CR | Estadio Rosabal Cordero | 8 de marzo | Repretel  |
| Deportivo Saprissa | 4 - 0 | AD Carmelita      | Estadio Saprissa        | 8 de marzo | Teletica  |

| AD Carmelita       | 1 - 0 | Limón FC           | Estadio Allen Riggioni  | 11 de marzo | ExtraTV42 |
| Pérez Zeledón      | 1 - 0 | Universidad de CR  | Estadio Keylor Navas    | 11 de marzo | Teletica  |
| CS Herediano       | 1 - 0 | Belén FC           | Estadio Rosabal Cordero | 11 de marzo | Repretel  |
| CS Cartaginés      | 0 - 0 | CS Uruguay         | Estadio "Fello" Meza    | 11 de marzo | Teletica  |
| LD Alajuelense     | 2 - 2 | Santos de Guápiles | Estadio Morera Soto     | 11 de marzo | Repretel  |
| AS Puma Generaleña | 1 - 1 | Deportivo Saprissa | Estadio Keylor Navas    | 12 de marzo | Repretel  |

| Pérez Zeledón      | 1 - 0 | CS Herediano       | Estadio Keylor Navas    | 14 de marzo | Teletica  |
| Universidad de CR  | 1 - 1 | AS Puma Generaleña | Estadio Ecológico       | 15 de marzo | Repretel  |
| CS Uruguay         | 0 - 0 | LD Alajuelense     | Estadio El Labrador     | 15 de marzo | Repretel  |
| Limón FC           | 1 - 2 | Deportivo Saprissa | Estadio Juan Gobán      | 15 de marzo | Teletica  |
| Belén FC           | 1 - 1 | CS Cartaginés      | Estadio Rosabal Cordero | 15 de marzo | Repretel  |
| Santos de Guápiles | 1 - 1 | AD Carmelita       | Estadio Ebal Rodríguez  | 16 de marzo | ExtraTV42 |

| AS Puma Generaleña | 1 - 0 | Limón FC           | Estadio Keylor Navas    | 22 de marzo | Teletica  |
| AD Carmelita       | 1 - 3 | CS Uruguay         | Estadio Allen Riggioni  | 22 de marzo | ExtraTV42 |
| CS Cartaginés      | 1 - 0 | Pérez Zeledón      | Estadio "Fello" Meza    | 22 de marzo | Teletica  |
| CS Herediano       | 3 - 2 | Universidad de CR  | Estadio Rosabal Cordero | 22 de marzo | Repretel  |
| Deportivo Saprissa | 4 - 0 | Santos de Guápiles | Estadio Nacional        | 22 de marzo | Teletica  |
| LD Alajuelense     | 6 - 0 | Belén FC           | Estadio Morera Soto     | 22 de marzo | Repretel  |

| Pérez Zeledón      | 1 - 2 | LD Alajuelense     | Estadio Keylor Navas    | 25 de marzo | Teletica  |
| Universidad de CR  | 4 - 2 | Limón FC           | Estadio Ecológico       | 25 de marzo | Repretel  |
| Santos de Guápiles | 2 - 0 | AS Puma Generaleña | Estadio Ebal Rodríguez  | 25 de marzo | ExtraTV42 |
| Belén FC           | 5 - 0 | AD Carmelita       | Estadio Rosabal Cordero | 26 de marzo | Repretel  |
| Deportivo Saprissa | 4 - 1 | CS Uruguay         | Estadio Saprissa        | 15 de abril | Teletica  |
| CS Herediano       | 1 - 0 | CS Cartaginés      | Estadio Rosabal Cordero | 25 de abril | Repretel  |

| AD Carmelita       | 0 - 3 | Pérez Zeledón      | Estadio Allen Riggioni | 28 de marzo | ExtraTV42 |
| CS Cartaginés      | 1 - 1 | Universidad de CR  | Estadio "Fello" Meza   | 28 de marzo | Teletica  |
| AS Puma Generaleña | 0 - 1 | CS Uruguay         | Estadio Keylor Navas   | 29 de marzo | Teletica  |
| Limón FC           | 2 - 0 | Santos de Guápiles | Estadio Juan Gobán     | 29 de marzo | Teletica  |
| Deportivo Saprissa | 1 - 2 | Belén FC           | Estadio Saprissa       | 29 de marzo | Teletica  |
| LD Alajuelense     | 4 - 0 | CS Herediano       | Estadio Morera Soto    | 28 de abril | Repretel  |

| CS Cartaginés     | 3 - 1 | LD Alajuelense     | Estadio "Fello" Meza    | 4 de abril | Teletica |
| CS Herediano      | 2 - 1 | AD Carmelita       | Estadio Rosabal Cordero | 4 de abril | Repretel |
| Universidad de CR | 0 - 1 | Santos de Guápiles | Estadio "Fello" Meza    | 5 de abril | Repretel |
| CS Uruguay        | 3 - 1 | Limón FC           | Estadio El Labrador     | 5 de abril | Repretel |
| Pérez Zeledón     | 1 - 3 | Deportivo Saprissa | Estadio Keylor Navas    | 5 de abril | Teletica |
| Belén FC          | 2 - 0 | AS Puma Generaleña | Estadio Rosabal Cordero | 5 de abril | Repretel |

| AS Puma Generaleña | 1 - 2 | Pérez Zeledón     | Estadio Keylor Navas   | 8 de abril  | Teletica  |
| Limón FC           | 3 - 0 | Belén FC          | Estadio Juan Gobán     | 8 de abril  | Teletica  |
| Santos de Guápiles | 2 - 1 | CS Uruguay        | Estadio Ebal Rodríguez | 8 de abril  | ExtraTV42 |
| AD Carmelita       | 2 - 0 | CS Cartaginés     | Estadio Morera Soto    | 9 de abril  | ExtraTV42 |
| LD Alajuelense     | 2 - 2 | Universidad de CR | Estadio Morera Soto    | 15 de abril | Repretel  |
| Deportivo Saprissa | 1 - 2 | CS Herediano      | Estadio Saprissa       | 3 de mayo   | Teletica  |

| AS Puma Generaleña | 1 - 1 | CS Cartaginés     | Estadio Keylor Navas   | 12 de abril | Teletica  |
| AD Carmelita       | 1 - 0 | Universidad de CR | Estadio Morera Soto    | 12 de abril | ExtraTV42 |
| CS Uruguay         | 1 - 2 | Belén FC          | Estadio El Labrador    | 12 de abril | Repretel  |
| Limón FC           | 2 - 1 | CS Herediano      | Estadio Juan Gobán     | 12 de abril | Teletica  |
| Deportivo Saprissa | 1 - 1 | LD Alajuelense    | Estadio Saprissa       | 12 de abril | Teletica  |
| Santos de Guápiles | 2 - 1 | Pérez Zeledón     | Estadio Ebal Rodríguez | 13 de abril | ExtraTV42 |

| Belén FC          | 2 - 4 | Santos de Guápiles | Estadio Rosabal Cordero | 18 de abril | Repretel |
| Pérez Zeledón     | 1 - 0 | Limón FC           | Estadio Keylor Navas    | 19 de abril | Teletica |
| Universidad de CR | 1 - 1 | CS Uruguay         | Estadio Ecológico       | 19 de abril | Repretel |
| CS Herediano      | 3 - 2 | AS Puma Generaleña | Estadio Rosabal Cordero | 19 de abril | Repretel |
| CS Cartaginés     | 1 - 1 | Deportivo Saprissa | Estadio "Fello" Meza    | 19 de abril | Teletica |
| LD Alajuelense    | 0 - 1 | AD Carmelita       | Estadio Morera Soto     | 19 de abril | Repretel |

| Limón FC           | 0 - 2 | LD Alajuelense    | Estadio Juan Gobán      | 22 de abril | Teletica  |
| AS Puma Generaleña | 4 - 1 | AD Carmelita      | Estadio Keylor Navas    | 22 de abril | Teletica  |
| Belén FC           | 1 - 0 | Pérez Zeledón     | Estadio Rosabal Cordero | 22 de abril | Repretel  |
| CS Uruguay         | 1 - 2 | CS Herediano      | Estadio El Labrador     | 22 de abril | Repretel  |
| Santos de Guápiles | 3 - 2 | CS Cartaginés     | Estadio Ebal Rodríguez  | 22 de abril | ExtraTV42 |
| Deportivo Saprissa | 2 - 1 | Universidad de CR | Estadio Saprissa        | 25 de abril | Teletica  |

| Universidad de CR | 3 - 2 | Belén FC           | Estadio Ecológico       | 30 de abril | Repretel            |
| Pérez Zeledón     | 1 - 1 | CS Uruguay         | Estadio Keylor Navas    | 6 de mayo   | Teletica            |
| CS Herediano      | 1 - 1 | Santos de Guápiles | Estadio Rosabal Cordero | 6 de mayo   | Repretel            |
| CS Cartaginés     | 7 - 2 | Limón FC           | Estadio "Fello" Meza    | 6 de mayo   | No hubo transmisión |
| LD Alajuelense    | 5 - 0 | AS Puma Generaleña | Estadio Morera Soto     | 6 de mayo   | Repretel            |
| AD Carmelita      | 2 - 3 | Deportivo Saprissa | Estadio Saprissa        | 6 de mayo   | ExtraTV42           |

### Resumen de Resultados
| Local / Visita     | ADC   | BEL   | CSC   | CSH   | CSU   | SAP   | LDA   | LFC   | MPZ   | ASP   | SG    | UCR   |
| ------------------ | ----- | ----- | ----- | ----- | ----- | ----- | ----- | ----- | ----- | ----- | ----- | ----- |
| AD Carmelita       |       | 3 - 0 | 2 - 0 | 0 - 0 | 1 - 3 | 2 - 3 | 2 - 0 | 1 - 0 | 0 - 3 | 0 - 1 | 0 - 1 | 1 - 0 |
| Belén FC           | 5 - 0 |       | 1 - 1 | 1 - 3 | 1 - 0 | 1 - 2 | 1 - 1 | 1 - 4 | 1 - 0 | 2 - 0 | 2 - 4 | 0 - 0 |
| Cartaginés         | 2 - 2 | 2 - 0 |       | 1 - 1 | 0 - 0 | 1 - 1 | 3 - 1 | 7 - 2 | 1 - 0 | 2 - 0 | 0 - 1 | 1 - 1 |
| Herediano          | 2 - 1 | 1 - 0 | 1 - 0 |       | 2 - 2 | 1 - 0 | 0 - 1 | 2 - 0 | 2 - 1 | 3 - 2 | 1 - 1 | 3 - 2 |
| CS Uruguay         | 0 - 0 | 1 - 2 | 0 - 1 | 1 - 2 |       | 2 - 1 | 0 - 0 | 3 - 1 | 2 - 0 | 3 - 1 | 1 - 1 | 2 - 2 |
| Dep. Saprissa      | 4 - 0 | 1 - 2 | 1 - 0 | 1 - 2 | 4 - 1 |       | 1 - 1 | 1 - 0 | 5 - 1 | 3 - 2 | 4 - 0 | 2 - 1 |
| Alajuelense        | 0 - 1 | 6 - 0 | 6 - 2 | 4 - 0 | 3 - 0 | 0 - 2 |       | 1 - 2 | 1 - 0 | 5 - 0 | 2 - 2 | 2 - 2 |
| Limón FC           | 0 - 3 | 3 - 0 | 1 - 0 | 2 - 1 | 1 - 3 | 1 - 2 | 0 - 2 |       | 2 - 1 | 0 - 1 | 2 - 0 | 3 - 2 |
| Pérez Zeledón      | 5 - 2 | 2 - 1 | 1 - 1 | 1 - 0 | 1 - 1 | 1 - 3 | 1 - 2 | 1 - 0 |       | 3 - 2 | 3 - 1 | 1 - 0 |
| AS Puma            | 4 - 1 | 1 - 0 | 1 - 1 | 1 - 1 | 0 - 1 | 1 - 1 | 2 - 2 | 1 - 0 | 1 - 2 |       | 2 - 1 | 0 - 2 |
| Santos de Guápiles | 1 - 1 | 3 - 2 | 3 - 2 | 1 - 0 | 2 - 1 | 0 - 1 | 1 - 2 | 2 - 0 | 2 - 1 | 2 - 0 |       | 2 - 1 |
| Club de Fútbol UCR | 0 - 0 | 3 - 2 | 1 - 1 | 0 - 0 | 1 - 1 | 2 - 1 | 1 - 1 | 4 - 2 | 1 - 2 | 1 - 1 | 0 - 1 |       |

|  |                |
|  | Victoria Local |

|  |        |
|  | Empate |

|  |                    |
|  | Victoria Visitante |

## Fase Final
|  | Seminales                     | Seminales                     | Seminales                     | Seminales                     | Seminales                     |   |                | Final             | Final             | Final             | Final             | Final             |  |
|  | (9 - 10 de mayo y 13 de mayo) | (9 - 10 de mayo y 13 de mayo) | (9 - 10 de mayo y 13 de mayo) | (9 - 10 de mayo y 13 de mayo) | (9 - 10 de mayo y 13 de mayo) |   |                | (19 y 23 de mayo) | (19 y 23 de mayo) | (19 y 23 de mayo) | (19 y 23 de mayo) | (19 y 23 de mayo) |  |
|  |                               |                               |                               |                               |                               |   |                |                   |                   |                   |                   |                   |  |
|  |                               |                               |                               |                               |                               |   |                |                   |                   |                   |                   |                   |  |
|  | 1                             | Deportivo Saprissa            | 0                             | 1                             | 1                             |   |                |                   |                   |                   |                   |                   |  |
|  | 1                             | Deportivo Saprissa            | 0                             | 1                             | 1                             |   |                |                   |                   |                   |                   |                   |  |
|  | 4                             | LD Alajuelense                | 2                             | 0                             | 2                             |   |                |                   |                   |                   |                   |                   |  |
|  | 4                             | LD Alajuelense                | 2                             | 0                             | 2                             |   | LD Alajuelense | LD Alajuelense    | 1                 | 2                 | 3 (2)             |                   |  |
|  |                               |                               |                               |                               |                               |   | LD Alajuelense | LD Alajuelense    | 1                 | 2                 | 3 (2)             |                   |  |
|  |                               |                               | CS Herediano                  | CS Herediano                  | 1                             | 2 | 3 (3)          |                   |                   |                   |                   |                   |  |
|  | 2                             | Santos de Guápiles            | CS Herediano                  | CS Herediano                  | 1                             | 2 | 3 (3)          | 1                 | 1                 | 2                 |                   |                   |  |
|  | 2                             | Santos de Guápiles            |                               |                               |                               |   |                | 1                 | 1                 | 2                 |                   |                   |  |
|  | 3                             | CS Herediano                  | 2                             | 1                             | 3                             |   |                |                   |                   |                   |                   |                   |  |
|  | 3                             | CS Herediano                  | 2                             | 1                             | 3                             |   |                |                   |                   |                   |                   |                   |  |
|  |                               |                               |                               |                               |                               |   |                |                   |                   |                   |                   |                   |  |

### Semifinales
| 10 de mayo de 2015 | LD Alajuelense            | 2:0 (2:0) | Deportivo Saprissa | Estadio Alejandro Morera Soto, Alajuela, Alajuela     |                                                       |
|                    | Jonathan McDonald 21' 39' | Reporte   |                    | Asistencia: 13.168 espectadores Árbitro(s): Hugo Cruz | Asistencia: 13.168 espectadores Árbitro(s): Hugo Cruz |

| 13 de mayo de 2015 | Deportivo Saprissa | 1:0 (0:0) | LD Alajuelense | Ricardo Saprissa Aymá, San Juan de Tibás (San José)        |                                                            |
|                    | Deyver Vega 54'    | Reporte   |                | Asistencia: 19.837 espectadores Árbitro(s): Randall Poveda | Asistencia: 19.837 espectadores Árbitro(s): Randall Poveda |
| Ganador 1          |                    |           |                |                                                            |                                                            |

| 9 de mayo de 2015 | CS Herediano                              | 2:1 (1:0) | Santos de Guápiles | Estadio Rosabal Cordero, Heredia, Ciudad de Heredia        |                                                            |
|                   | Cristhian Lagos 12' · Jonathan Hansen 68' | Reporte   | Edder Monguio 71'  | Asistencia: 4.266 espectadores Árbitro(s): Ricardo Montero | Asistencia: 4.266 espectadores Árbitro(s): Ricardo Montero |

| 13 de mayo de 2015 | Santos de Guápiles | 1:1 (1:1) | CS Herediano        | Estadio Ebal Rodríguez, Pococí, Ciudad de Limón           |                                                           |
|                    | Kenneth Dixon 1'   | Reporte   | Randall Azofeifa 6' | Asistencia: 1.046 espectadores Árbitro(s): Henry Bejarano | Asistencia: 1.046 espectadores Árbitro(s): Henry Bejarano |
| Ganador 1          |                    |           |                     |                                                           |                                                           |

### Final - Ida
| 1     | POR   | Patrick Pemberton    |     |
| 12    | DEF   | Johnny Acosta        |     |
| 3     | DEF   | Porfirio López       |     |
| 22    | DEF   | Rónald Matarrita     |     |
| 4     | DEF   | Kenner Gutiérrez     |     |
| 27    | MED   | Johan Venegas        |     |
| 8     | MED   | Armando Alonso       | 77' |
| 13    | MED   | Luis Miguel Valle    |     |
| 95    | MED   | Pablo Gabas          |     |
| 19    | DEL   | Jonathan McDonald    | 88' |
| 21    | DEL   | José Guillermo Ortiz | 64' |
| D. T. | D. T. | Óscar Ramírez        |     |

| 1     | POR   | Leonel Moreira      |     |
| 53    | DEF   | Luis Omar Hernández |     |
| 99    | DEF   | Keyner Brown        |     |
| 15    | DEF   | Alexander Larín     | 45' |
| 28    | DEF   | Gabriel Gómez       |     |
| 17    | MED   | Edder Nelson        | 76' |
| 10    | MED   | Elías Aguilar       |     |
| 18    | MED   | Dave Myrie          |     |
| 12    | MED   | Randall Azofeifa    |     |
| 16    | DEL   | Jonathan Hansen     |     |
| 14    | DEL   | Rooney Mora         | 68' |
| D. T. | D. T. | Odir Jacques        |     |

| 7  | Centrocampista | Diego Calvo    | 64' |
| 16 | Centrocampista | Allen Guevara  | 77' |
| 10 | Delantero      | Álvaro Sánchez | 88' |

| 9  | Delantero      | Cristhian Lagos | 45' |
| 29 | Delantero      | Esteban Ramírez | 68' |
| 26 | Centrocampista | Junior Alvarado | 76' |

| 2' | José Guillermo Ortiz | 1:0 |

| 84' | Elías Aguilar | 1:1 |

| 73' · 90' | Kenner Gutiérrez Pablo Gabas |

| 86' | Cristhian Lagos |

| Principal  | Wálter Quesada |
| Asistentes | Warner Castro  |
|            | Osvaldo Luna   |
| Cuarto     | Allen Quirós   |

|                    |     | [[Archivo:\|border\|30px]] |
| Tiros              | 8   | 10                         |
| Tiros a puerta     | 6   | 7                          |
| Saques de esquina  | 6   | 5                          |
| Penaltis           | -   | -                          |
| Fueras de juego    | 3   | 2                          |
| Posesión del balón | 49% | 51%                        |

| Alineación inicial |

| 1     | POR   | Patrick Pemberton    |     |
| 12    | DEF   | Johnny Acosta        |     |
| 3     | DEF   | Porfirio López       |     |
| 22    | DEF   | Rónald Matarrita     |     |
| 4     | DEF   | Kenner Gutiérrez     |     |
| 27    | MED   | Johan Venegas        |     |
| 8     | MED   | Armando Alonso       | 77' |
| 13    | MED   | Luis Miguel Valle    |     |
| 95    | MED   | Pablo Gabas          |     |
| 19    | DEL   | Jonathan McDonald    | 88' |
| 21    | DEL   | José Guillermo Ortiz | 64' |
| D. T. | D. T. | Óscar Ramírez        |     |

| 1     | POR   | Leonel Moreira      |     |
| 53    | DEF   | Luis Omar Hernández |     |
| 99    | DEF   | Keyner Brown        |     |
| 15    | DEF   | Alexander Larín     | 45' |
| 28    | DEF   | Gabriel Gómez       |     |
| 17    | MED   | Edder Nelson        | 76' |
| 10    | MED   | Elías Aguilar       |     |
| 18    | MED   | Dave Myrie          |     |
| 12    | MED   | Randall Azofeifa    |     |
| 16    | DEL   | Jonathan Hansen     |     |
| 14    | DEL   | Rooney Mora         | 68' |
| D. T. | D. T. | Odir Jacques        |     |

| 7  | Centrocampista | Diego Calvo    | 64' |
| 16 | Centrocampista | Allen Guevara  | 77' |
| 10 | Delantero      | Álvaro Sánchez | 88' |

| 9  | Delantero      | Cristhian Lagos | 45' |
| 29 | Delantero      | Esteban Ramírez | 68' |
| 26 | Centrocampista | Junior Alvarado | 76' |

| 2' | José Guillermo Ortiz | 1:0 |

| 84' | Elías Aguilar | 1:1 |

| 73' · 90' | Kenner Gutiérrez Pablo Gabas |

| 86' | Cristhian Lagos |

| Principal  | Wálter Quesada |
| Asistentes | Warner Castro  |
|            | Osvaldo Luna   |
| Cuarto     | Allen Quirós   |

|                    |     | [[Archivo:\|border\|30px]] |
| Tiros              | 8   | 10                         |
| Tiros a puerta     | 6   | 7                          |
| Saques de esquina  | 6   | 5                          |
| Penaltis           | -   | -                          |
| Fueras de juego    | 3   | 2                          |
| Posesión del balón | 49% | 51%                        |

| Alineación inicial |

| 1     | POR   | Patrick Pemberton    |     |
| 12    | DEF   | Johnny Acosta        |     |
| 3     | DEF   | Porfirio López       |     |
| 22    | DEF   | Rónald Matarrita     |     |
| 4     | DEF   | Kenner Gutiérrez     |     |
| 27    | MED   | Johan Venegas        |     |
| 8     | MED   | Armando Alonso       | 77' |
| 13    | MED   | Luis Miguel Valle    |     |
| 95    | MED   | Pablo Gabas          |     |
| 19    | DEL   | Jonathan McDonald    | 88' |
| 21    | DEL   | José Guillermo Ortiz | 64' |
| D. T. | D. T. | Óscar Ramírez        |     |

| 1     | POR   | Leonel Moreira      |     |
| 53    | DEF   | Luis Omar Hernández |     |
| 99    | DEF   | Keyner Brown        |     |
| 15    | DEF   | Alexander Larín     | 45' |
| 28    | DEF   | Gabriel Gómez       |     |
| 17    | MED   | Edder Nelson        | 76' |
| 10    | MED   | Elías Aguilar       |     |
| 18    | MED   | Dave Myrie          |     |
| 12    | MED   | Randall Azofeifa    |     |
| 16    | DEL   | Jonathan Hansen     |     |
| 14    | DEL   | Rooney Mora         | 68' |
| D. T. | D. T. | Odir Jacques        |     |

| 7  | Centrocampista | Diego Calvo    | 64' |
| 16 | Centrocampista | Allen Guevara  | 77' |
| 10 | Delantero      | Álvaro Sánchez | 88' |

| 9  | Delantero      | Cristhian Lagos | 45' |
| 29 | Delantero      | Esteban Ramírez | 68' |
| 26 | Centrocampista | Junior Alvarado | 76' |

| 2' | José Guillermo Ortiz | 1:0 |

| 84' | Elías Aguilar | 1:1 |

| 73' · 90' | Kenner Gutiérrez Pablo Gabas |

| 86' | Cristhian Lagos |

| Principal  | Wálter Quesada |
| Asistentes | Warner Castro  |
|            | Osvaldo Luna   |
| Cuarto     | Allen Quirós   |

|                    |     | [[Archivo:\|border\|30px]] |
| Tiros              | 8   | 10                         |
| Tiros a puerta     | 6   | 7                          |
| Saques de esquina  | 6   | 5                          |
| Penaltis           | -   | -                          |
| Fueras de juego    | 3   | 2                          |
| Posesión del balón | 49% | 51%                        |

| Alineación inicial |

| 1     | POR   | Patrick Pemberton    |     |
| 12    | DEF   | Johnny Acosta        |     |
| 3     | DEF   | Porfirio López       |     |
| 22    | DEF   | Rónald Matarrita     |     |
| 4     | DEF   | Kenner Gutiérrez     |     |
| 27    | MED   | Johan Venegas        |     |
| 8     | MED   | Armando Alonso       | 77' |
| 13    | MED   | Luis Miguel Valle    |     |
| 95    | MED   | Pablo Gabas          |     |
| 19    | DEL   | Jonathan McDonald    | 88' |
| 21    | DEL   | José Guillermo Ortiz | 64' |
| D. T. | D. T. | Óscar Ramírez        |     |

| 1     | POR   | Leonel Moreira      |     |
| 53    | DEF   | Luis Omar Hernández |     |
| 99    | DEF   | Keyner Brown        |     |
| 15    | DEF   | Alexander Larín     | 45' |
| 28    | DEF   | Gabriel Gómez       |     |
| 17    | MED   | Edder Nelson        | 76' |
| 10    | MED   | Elías Aguilar       |     |
| 18    | MED   | Dave Myrie          |     |
| 12    | MED   | Randall Azofeifa    |     |
| 16    | DEL   | Jonathan Hansen     |     |
| 14    | DEL   | Rooney Mora         | 68' |
| D. T. | D. T. | Odir Jacques        |     |

| 7  | Centrocampista | Diego Calvo    | 64' |
| 16 | Centrocampista | Allen Guevara  | 77' |
| 10 | Delantero      | Álvaro Sánchez | 88' |

| 9  | Delantero      | Cristhian Lagos | 45' |
| 29 | Delantero      | Esteban Ramírez | 68' |
| 26 | Centrocampista | Junior Alvarado | 76' |

| 2' | José Guillermo Ortiz | 1:0 |

| 84' | Elías Aguilar | 1:1 |

| 73' · 90' | Kenner Gutiérrez Pablo Gabas |

| 86' | Cristhian Lagos |

| Principal  | Wálter Quesada |
| Asistentes | Warner Castro  |
|            | Osvaldo Luna   |
| Cuarto     | Allen Quirós   |

|                    |     | [[Archivo:\|border\|30px]] |
| Tiros              | 8   | 10                         |
| Tiros a puerta     | 6   | 7                          |
| Saques de esquina  | 6   | 5                          |
| Penaltis           | -   | -                          |
| Fueras de juego    | 3   | 2                          |
| Posesión del balón | 49% | 51%                        |

| Alineación inicial |

#### Final - Vuelta
| 1     | POR   | Leonel Moreira         |     |
| 53    | DEF   | Luis Omar Hernández    |     |
| 99    | DEF   | Keyner Brown           |     |
| 15    | DEF   | Alexander Larín        |     |
| 18    | DEF   | Dave Myrie             |     |
| 5     | MED   | Óscar Esteban Granados |     |
| 10    | MED   | Elías Aguilar          |     |
| 12    | MED   | Randall Azofeifa       | 73' |
| 14    | MED   | Rooney Mora            | 93' |
| 16    | DEL   | Jonathan Hansen        |     |
| 9     | DEL   | Cristhian Lagos        | 60' |
| D. T. | D. T. | Odir Jacques           |     |

| 1     | POR   | Patrick Pemberton |      |
| 12    | DEF   | Johnny Acosta     |      |
| 3     | DEF   | Porfirio López    |      |
| 22    | DEF   | Ronald Matarrita  |      |
| 4     | DEF   | Kenner Gutiérrez  |      |
| 27    | MED   | Johan Venegas     |      |
| 8     | MED   | Armando Alonso    |      |
| 13    | MED   | Luis Miguel Valle |      |
| 95    | MED   | Pablo Gabas       | 79'  |
| 19    | DEL   | Jonathan McDonald | 102' |
| 11    | DEL   | Diego Calvo       | 45'  |
| D. T. | D. T. | Óscar Ramírez     |      |

| 28 | Defensa        | Gabriel Gómez     | 60' |
| 11 | Centrocampista | José Sánchez      | 73' |
| 8  | Delantero      | José Luis Cordero | 93' |

| 26 | Centrocampista | Ariel Rodríguez      | 45'  |
| 21 | Delantero      | José Guillermo Ortiz | 79'  |
| 17 | Centrocampista | Kevin Sancho         | 102' |

| 32' · 118' | Jonathan Hansen Keyner Brown | 1:0 2:2 |

| 54' · 95' | Pablo Gabas Johan Venegas | 1:1 1:2 |

| No · Sí · Sí · No · No · Sí | Alexander Larín Luis Omar Hernández José Luis Cordero Óscar Esteban Granados Gabriel Gómez Elías Aguilar | 0:0 1:1 2:2 3:2 |

| Sí · Sí · No · No · No · No | Johnny Acosta Kenner Gutiérrez Ariel Rodríguez Kevin Sancho Johan Venegas Ronald Matarrita | 0:1 1:2 2:2 3:2 |

| 42' · 109' | Óscar Esteban Granados Dave Myrie |

| 71' · 80' · 105' | Johnny Acosta Ariel Rodríguez José Guillermo Ortiz |

| Principal  | Randall Poveda   |
| Asistentes | Leonel Leal      |
|            | Juan Carlos Mora |
| Cuarto     | Hugo Cruz        |

|                    | [[Archivo:\|border\|30px]] |     |
| Tiros              | 10                         | 13  |
| Tiros a puerta     | 7                          | 9   |
| Faltas             | 15                         | 17  |
| Saques de esquina  | 2                          | 4   |
| Fueras de juego    | 3                          | 2   |
| Posesión del balón | 47%                        | 53% |

| Alineación inicial |

| 1     | POR   | Leonel Moreira         |     |
| 53    | DEF   | Luis Omar Hernández    |     |
| 99    | DEF   | Keyner Brown           |     |
| 15    | DEF   | Alexander Larín        |     |
| 18    | DEF   | Dave Myrie             |     |
| 5     | MED   | Óscar Esteban Granados |     |
| 10    | MED   | Elías Aguilar          |     |
| 12    | MED   | Randall Azofeifa       | 73' |
| 14    | MED   | Rooney Mora            | 93' |
| 16    | DEL   | Jonathan Hansen        |     |
| 9     | DEL   | Cristhian Lagos        | 60' |
| D. T. | D. T. | Odir Jacques           |     |

| 1     | POR   | Patrick Pemberton |      |
| 12    | DEF   | Johnny Acosta     |      |
| 3     | DEF   | Porfirio López    |      |
| 22    | DEF   | Ronald Matarrita  |      |
| 4     | DEF   | Kenner Gutiérrez  |      |
| 27    | MED   | Johan Venegas     |      |
| 8     | MED   | Armando Alonso    |      |
| 13    | MED   | Luis Miguel Valle |      |
| 95    | MED   | Pablo Gabas       | 79'  |
| 19    | DEL   | Jonathan McDonald | 102' |
| 11    | DEL   | Diego Calvo       | 45'  |
| D. T. | D. T. | Óscar Ramírez     |      |

| 28 | Defensa        | Gabriel Gómez     | 60' |
| 11 | Centrocampista | José Sánchez      | 73' |
| 8  | Delantero      | José Luis Cordero | 93' |

| 26 | Centrocampista | Ariel Rodríguez      | 45'  |
| 21 | Delantero      | José Guillermo Ortiz | 79'  |
| 17 | Centrocampista | Kevin Sancho         | 102' |

| 32' · 118' | Jonathan Hansen Keyner Brown | 1:0 2:2 |

| 54' · 95' | Pablo Gabas Johan Venegas | 1:1 1:2 |

| No · Sí · Sí · No · No · Sí | Alexander Larín Luis Omar Hernández José Luis Cordero Óscar Esteban Granados Gabriel Gómez Elías Aguilar | 0:0 1:1 2:2 3:2 |

| Sí · Sí · No · No · No · No | Johnny Acosta Kenner Gutiérrez Ariel Rodríguez Kevin Sancho Johan Venegas Ronald Matarrita | 0:1 1:2 2:2 3:2 |

| 42' · 109' | Óscar Esteban Granados Dave Myrie |

| 71' · 80' · 105' | Johnny Acosta Ariel Rodríguez José Guillermo Ortiz |

| Principal  | Randall Poveda   |
| Asistentes | Leonel Leal      |
|            | Juan Carlos Mora |
| Cuarto     | Hugo Cruz        |

|                    | [[Archivo:\|border\|30px]] |     |
| Tiros              | 10                         | 13  |
| Tiros a puerta     | 7                          | 9   |
| Faltas             | 15                         | 17  |
| Saques de esquina  | 2                          | 4   |
| Fueras de juego    | 3                          | 2   |
| Posesión del balón | 47%                        | 53% |

| Alineación inicial |

| 1     | POR   | Leonel Moreira         |     |
| 53    | DEF   | Luis Omar Hernández    |     |
| 99    | DEF   | Keyner Brown           |     |
| 15    | DEF   | Alexander Larín        |     |
| 18    | DEF   | Dave Myrie             |     |
| 5     | MED   | Óscar Esteban Granados |     |
| 10    | MED   | Elías Aguilar          |     |
| 12    | MED   | Randall Azofeifa       | 73' |
| 14    | MED   | Rooney Mora            | 93' |
| 16    | DEL   | Jonathan Hansen        |     |
| 9     | DEL   | Cristhian Lagos        | 60' |
| D. T. | D. T. | Odir Jacques           |     |

| 1     | POR   | Patrick Pemberton |      |
| 12    | DEF   | Johnny Acosta     |      |
| 3     | DEF   | Porfirio López    |      |
| 22    | DEF   | Ronald Matarrita  |      |
| 4     | DEF   | Kenner Gutiérrez  |      |
| 27    | MED   | Johan Venegas     |      |
| 8     | MED   | Armando Alonso    |      |
| 13    | MED   | Luis Miguel Valle |      |
| 95    | MED   | Pablo Gabas       | 79'  |
| 19    | DEL   | Jonathan McDonald | 102' |
| 11    | DEL   | Diego Calvo       | 45'  |
| D. T. | D. T. | Óscar Ramírez     |      |

| 28 | Defensa        | Gabriel Gómez     | 60' |
| 11 | Centrocampista | José Sánchez      | 73' |
| 8  | Delantero      | José Luis Cordero | 93' |

| 26 | Centrocampista | Ariel Rodríguez      | 45'  |
| 21 | Delantero      | José Guillermo Ortiz | 79'  |
| 17 | Centrocampista | Kevin Sancho         | 102' |

| 32' · 118' | Jonathan Hansen Keyner Brown | 1:0 2:2 |

| 54' · 95' | Pablo Gabas Johan Venegas | 1:1 1:2 |

| No · Sí · Sí · No · No · Sí | Alexander Larín Luis Omar Hernández José Luis Cordero Óscar Esteban Granados Gabriel Gómez Elías Aguilar | 0:0 1:1 2:2 3:2 |

| Sí · Sí · No · No · No · No | Johnny Acosta Kenner Gutiérrez Ariel Rodríguez Kevin Sancho Johan Venegas Ronald Matarrita | 0:1 1:2 2:2 3:2 |

| 42' · 109' | Óscar Esteban Granados Dave Myrie |

| 71' · 80' · 105' | Johnny Acosta Ariel Rodríguez José Guillermo Ortiz |

| Principal  | Randall Poveda   |
| Asistentes | Leonel Leal      |
|            | Juan Carlos Mora |
| Cuarto     | Hugo Cruz        |

|                    | [[Archivo:\|border\|30px]] |     |
| Tiros              | 10                         | 13  |
| Tiros a puerta     | 7                          | 9   |
| Faltas             | 15                         | 17  |
| Saques de esquina  | 2                          | 4   |
| Fueras de juego    | 3                          | 2   |
| Posesión del balón | 47%                        | 53% |

| Alineación inicial |

| 1     | POR   | Leonel Moreira         |     |
| 53    | DEF   | Luis Omar Hernández    |     |
| 99    | DEF   | Keyner Brown           |     |
| 15    | DEF   | Alexander Larín        |     |
| 18    | DEF   | Dave Myrie             |     |
| 5     | MED   | Óscar Esteban Granados |     |
| 10    | MED   | Elías Aguilar          |     |
| 12    | MED   | Randall Azofeifa       | 73' |
| 14    | MED   | Rooney Mora            | 93' |
| 16    | DEL   | Jonathan Hansen        |     |
| 9     | DEL   | Cristhian Lagos        | 60' |
| D. T. | D. T. | Odir Jacques           |     |

| 1     | POR   | Patrick Pemberton |      |
| 12    | DEF   | Johnny Acosta     |      |
| 3     | DEF   | Porfirio López    |      |
| 22    | DEF   | Ronald Matarrita  |      |
| 4     | DEF   | Kenner Gutiérrez  |      |
| 27    | MED   | Johan Venegas     |      |
| 8     | MED   | Armando Alonso    |      |
| 13    | MED   | Luis Miguel Valle |      |
| 95    | MED   | Pablo Gabas       | 79'  |
| 19    | DEL   | Jonathan McDonald | 102' |
| 11    | DEL   | Diego Calvo       | 45'  |
| D. T. | D. T. | Óscar Ramírez     |      |

| 28 | Defensa        | Gabriel Gómez     | 60' |
| 11 | Centrocampista | José Sánchez      | 73' |
| 8  | Delantero      | José Luis Cordero | 93' |

| 26 | Centrocampista | Ariel Rodríguez      | 45'  |
| 21 | Delantero      | José Guillermo Ortiz | 79'  |
| 17 | Centrocampista | Kevin Sancho         | 102' |

| 32' · 118' | Jonathan Hansen Keyner Brown | 1:0 2:2 |

| 54' · 95' | Pablo Gabas Johan Venegas | 1:1 1:2 |

| No · Sí · Sí · No · No · Sí | Alexander Larín Luis Omar Hernández José Luis Cordero Óscar Esteban Granados Gabriel Gómez Elías Aguilar | 0:0 1:1 2:2 3:2 |

| Sí · Sí · No · No · No · No | Johnny Acosta Kenner Gutiérrez Ariel Rodríguez Kevin Sancho Johan Venegas Ronald Matarrita | 0:1 1:2 2:2 3:2 |

| 42' · 109' | Óscar Esteban Granados Dave Myrie |

| 71' · 80' · 105' | Johnny Acosta Ariel Rodríguez José Guillermo Ortiz |

| Principal  | Randall Poveda   |
| Asistentes | Leonel Leal      |
|            | Juan Carlos Mora |
| Cuarto     | Hugo Cruz        |

|                    | [[Archivo:\|border\|30px]] |     |
| Tiros              | 10                         | 13  |
| Tiros a puerta     | 7                          | 9   |
| Faltas             | 15                         | 17  |
| Saques de esquina  | 2                          | 4   |
| Fueras de juego    | 3                          | 2   |
| Posesión del balón | 47%                        | 53% |

| Alineación inicial |

| https://web.archive.org/web/20150524194245/http://www.teletica.com/Deportes/91523-Herediano-logra-su-titulo-24-al-derrotar-en-tanda-de-penales-a-Alajuelense.note.aspx |
| Club Sport Herediano Campeonato #24. |
| |

## Clasificados de laConcacaf Liga Campeones 2015-16
| Deportivo Saprissa Campeón Invierno 2014 | CS Herediano Campeón Verano 2015 |
| ---------------------------------------- | -------------------------------- |

## Estadísticas

### Máximos goleadores
Lista con los máximos goleadores de la FPD, * Datos según la página oficial de la competición.
| 1.º                              | Jonathan McDonald | Liga Deportiva Alajuelense         | 19 |
| 2.º                              | Jonathan Moya     | CS Uruguay Deportivo Saprissa      | 18 |
| 2.º                              | Yendrick Ruiz     | Club Sport Herediano               | 18 |
| 4.º                              | Ariel Rodríguez   | Deportivo Saprissa                 | 15 |
| 4.º                              | Kenneth Dixon     | Santos de Guápiles                 | 15 |
| 6.º                              | Alejandro Alpízar | Municipal Pérez Zeledón CS Uruguay | 14 |
| Última actualización: 10 de mayo |                   |                                    |    |

### Tripletas o pókers
Aquí se encuentra la lista de tripletas o hat-tricks y póker de goles (en general, tres o más goles anotados por un jugador en un mismo encuentro) convertidos en la temporada.
| Pos. | Jugador            | Club        | Rival   | Resultado | Goles | Fecha       |
| ---- | ------------------ | ----------- | ------- | --------- | ----- | ----------- |
| 1.º  | Ariel Rodríguez    | Saprissa    | Santos  | 4-0       | 3     | 22 de marzo |
| 2.º  | Juan Vicente Solís | UCR         | Belén   | 3-2       | 3     | 30 de abril |
| 3.º  | Jonathan McDonald  | Alajuelense | AS Puma | 5-0       | 3     | 6 de mayo   |

- Actualizado el:

## Torneos
| Predecesor: Campeonato de Invierno 2014 | Primera División de Costa Rica Campeonato de Verano 2015 | Sucesor: Campeonato de Invierno 2015 |